# 四川天府新区华阳中学

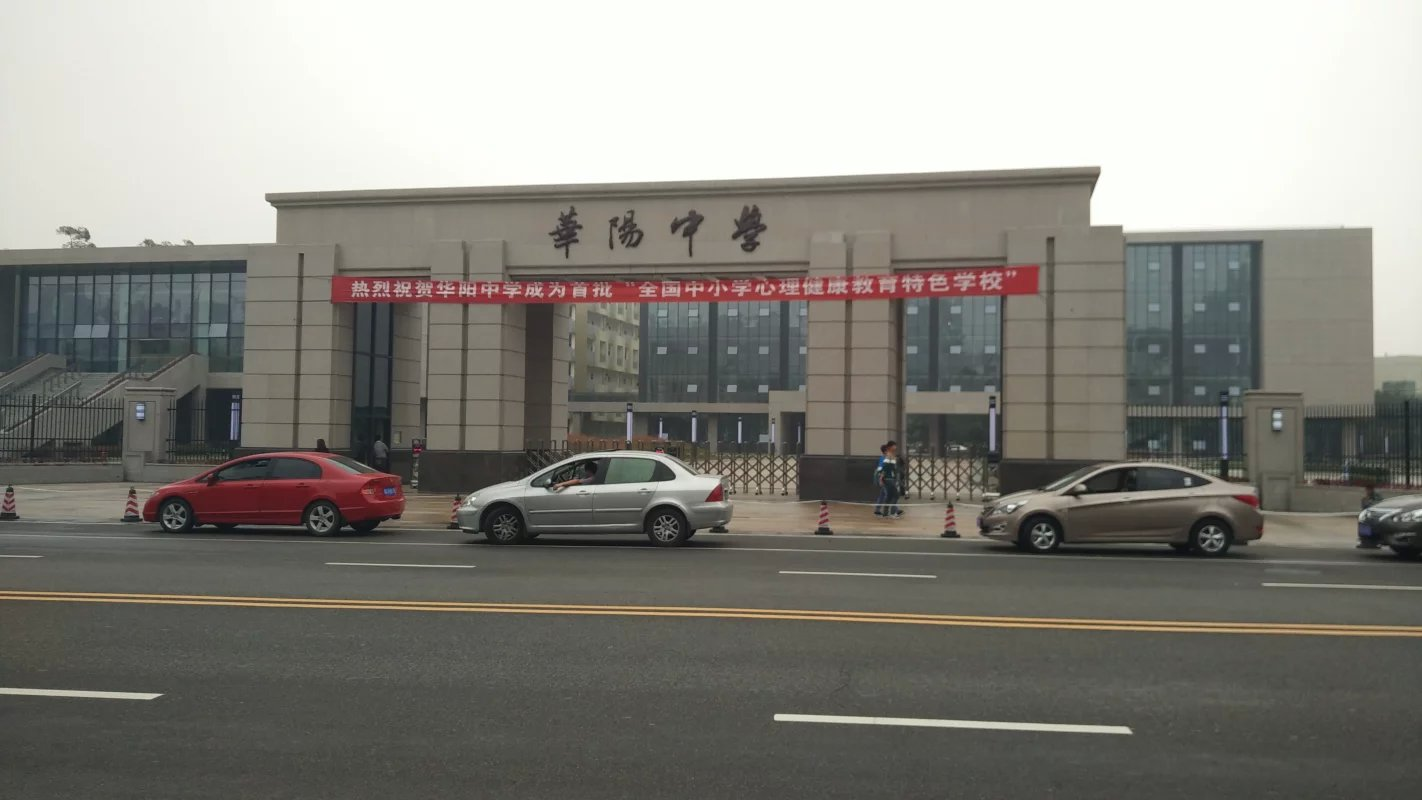
华阳中学东门

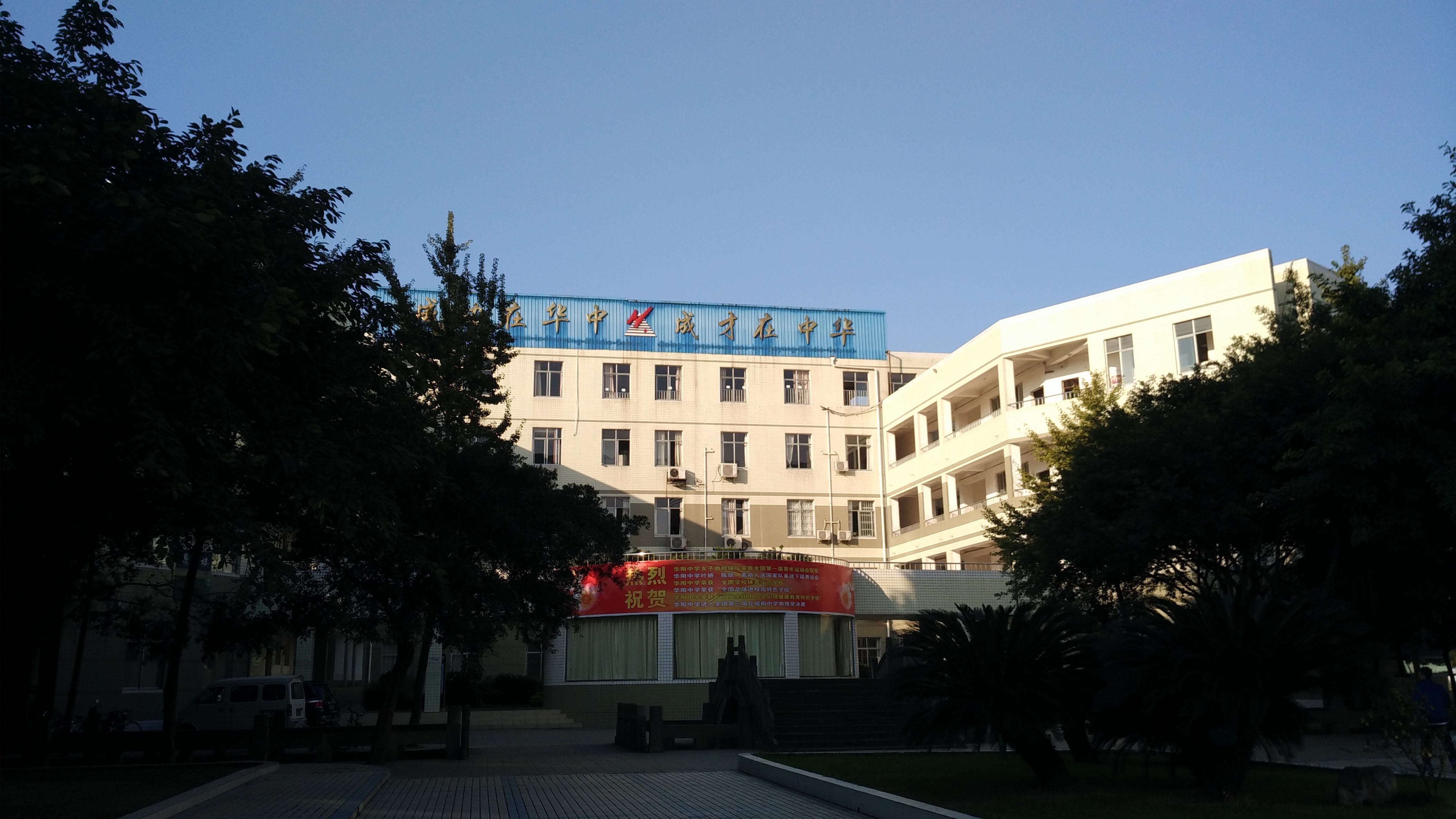
华阳中学鼎华楼

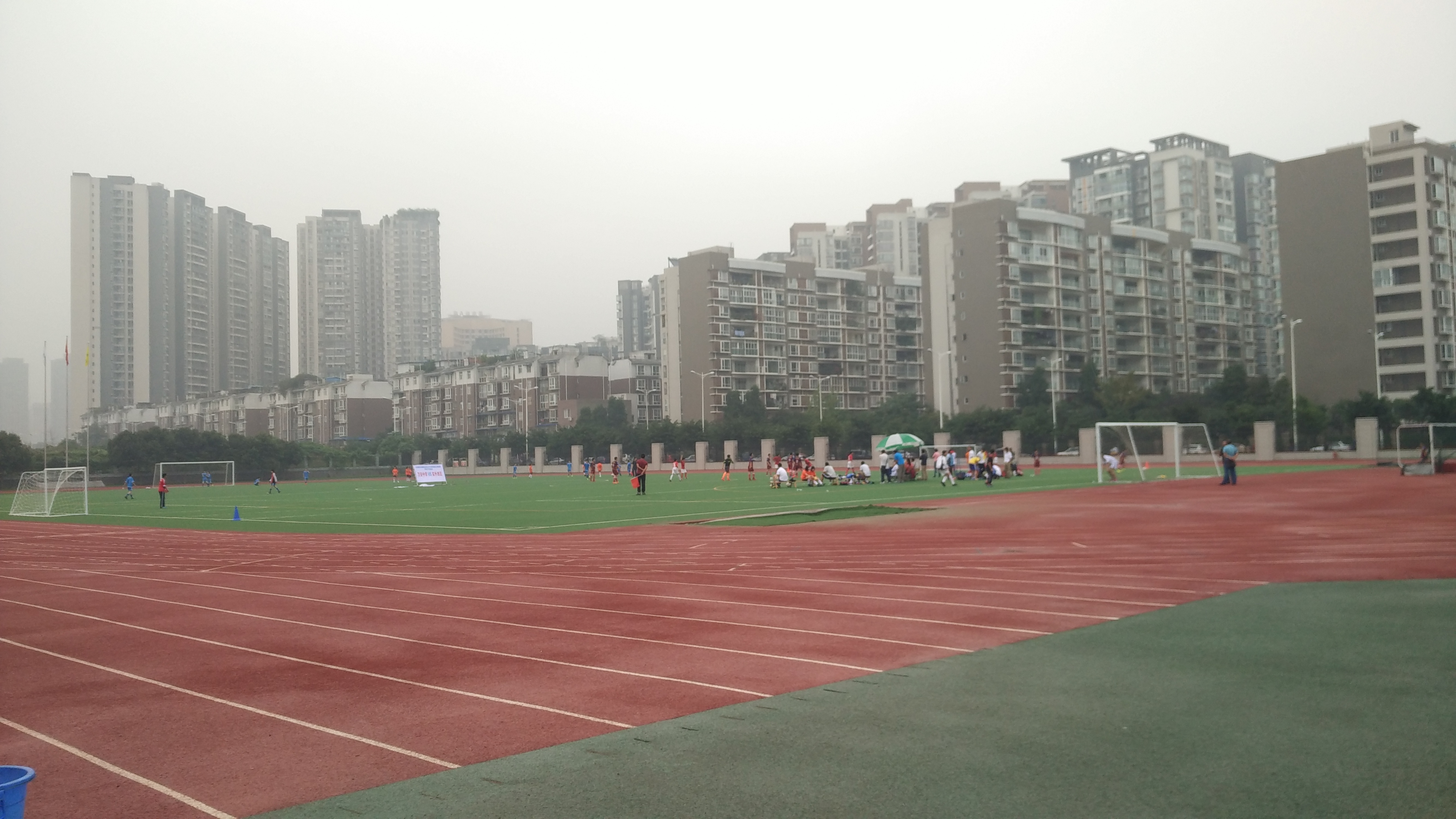
华阳中学运动场

四川天府新区华阳中学，简称成都华中，是中华人民共和国四川省成都市天府新区的一所公立完全中学，四川省级示范性普通高中，成立于2001年，前身是1958年成立的双流师范学校。

## 学生组织
- 华阳中学学生会
- 华阳中学共青团委员会
- 《学生真理报》报社
- 学生科研社团
- 校园电视台 [4]